# Meridiano 14 E
O meridiano 14 E é um meridiano que, partindo do Polo Norte, atravessa o Oceano Ártico, Oceano Atlântico, Europa, África, Oceano Antártico, Antártida e chega ao Polo Sul. Forma um círculo máximo com o meridiano 166 W.
Começando no Polo Norte, o meridiano 14º Este tem os seguintes cruzamentos:
| País, território ou mar        | Notas |
| ------------------------------ | --- |
| Oceano Ártico                  | |
| Noruega                        | Ilha de Spitsbergen, Svalbard                                                                                |
| Oceano Atlântico               | Mar da Noruega                                                                                               |
| Noruega                        | Ilha de Vestvågøy                                                                                            |
| Oceano Atlântico               | Mar da Noruega                                                                                               |
| Noruega                        | Nordland, Røyrvik em Nord-Trøndelag                                                                          |
| Suécia                         | Gäddede em Jemtlândia                                                                                        |
| Noruega                        | Lierne em Nord-Trøndelag                                                                                     |
| Suécia                         | Jemtlândia, Dalarna, Varmlândia, passa no Lago Vener, Gotalândia Ocidental, Ionecopinga, Cronoberga, Escânia |
| Mar Báltico                    | |
| Alemanha                       | Ilha de Usedom                                                                                               |
| Lagoa de Szczecin              | |
| Alemanha                       | Mecklemburgo-Pomerânia Ocidental, Brandemburgo, Saxónia                                                      |
| Chéquia                        | Ústí nad Labem, Boémia Central, Boémia do Sul                                                                |
| Áustria                        | Alta Áustria, Estíria, Caríntia                                                                              |
| Eslovênia                      | |
| Croácia                        | Ístria |
| Mar Adriático                  | |
| Itália                         | Abruzos, Campânia, e a ilha de Prócida                                                                       |
| Mar Mediterrâneo               | |
| Itália                         | Sicília |
| Mar Mediterrâneo               | Passa a oeste da ilha de Gozo, Malta                                                                         |
| Líbia                          | |
| Níger                          | |
| Chade                          | |
| Lago Chade                     | |
| Nigéria                        | |
| Camarões                       | |
| República do Congo             | |
| Gabão                          | |
| República do Congo             | |
| Gabão                          | |
| República do Congo             | |
| República Democrática do Congo | |
| Angola                         | |
| Namíbia                        | |
| Oceano Atlântico               | |
| Oceano Antártico               | |
| Antártida                      | Terra da Rainha Maud, reclamada pela Noruega                                                                 |